# George Călinescu
George Călinescu (n. 19 iunie 1899, București – d. 12 martie 1965, Otopeni) a fost critic, istoric literar, scriitor, publicist, personalitate enciclopedică a culturii și literaturii române, de orientare, după unii critici, clasicizantă, după alții doar italienizantă sau umanistă. Este considerat drept unul dintre cei mai importanți critici literari români din toate timpurile, alături de Titu Maiorescu și Eugen Lovinescu. Și-a semnat articolele ca G. Călinescu, după o modă destul de răspândită în perioada interbelică. Prenumele lui adevărat, în actele de stare civilă, era Gheorghe; în ultimele decenii, se folosește preponderent denumirea „George Călinescu”, cu care și-a semnat majoritatea lucrărilor publicate, denumire consacrată de uz. Membru titular al Academiei Române din 1948.

## Biografie

### Primii ani
Se naște la București ca Gheorghe Vișan, fiul Mariei Vișan. Copilul e crescut de impiegatul CFR Constantin Călinescu și de soția sa, Maria, în casa cărora mama băiatului lucra ca menajeră. Familia Călinescu, împreună cu „femeia din casă” și copilul, se mută la Botoșani, apoi impiegatul Călinescu este transferat la Iași. Aici în 1906, Gheorghe Vișan (viitorul scriitor) e înscris la Școala „Carol I”, de pe lângă Liceul Internat. În 1907, Maria Vișan (mama sa naturală) acceptă ca soții Călinescu, care nu aveau copii, să-l înfieze. De acum, se va numi Gheorghe Călinescu (și trebuie menționat că acesta a rămas, pe tot parcursul vieții, numele său oficial, utilizarea – evitată consecvent de scriitorul însuși –, atât în exprimarea orală, cât și în scris, a prenumelui „George“, de fapt incorectă, dar tot mai frecventă în ultima vreme, este o ispravă a posterității: tolerată și în cele din urmă acceptată, ea se explică foarte probabil prin interpretarea, bine intenționată, însă eronată, a pseudonimului „G. Călinescu“). Se mută la București în 1908, an în care se înscrie la gimnaziul Gheorghe Șincai. În copilărie nu a excelat cu nimic, s-a lăsat învăluit în aura mediocrității.

### Anii de formare
După parcurgerea primelor două clase primare la Iași, la Colegiul Carol I, a celorlalte două la București, la Școala Cuibul cu barză, apoi gimnaziul Dimitrie Cantemir la București, își încheie studiile medii la Liceul „Gheorghe Lazăr” din București și pe cele universitare la Facultatea de Litere și Filozofie din București, la care intră în 1919. Își ia licența în Litere în 1923. Teza de licență purta titlul Umanismul lui Carducci. Devine profesor de limba italiană pe la diverse licee bucureștene și timișorene, apoi pleacă la Roma, pentru doi ani cu o bursă pentru Școala română din Roma, instituție de propagandă culturală românească, fondată de profesorul și istoricul Vasile Pârvan.

### George Călinescu - bibliotecar
În luna iunie 1919, George Călinescu se angajează custode la Biblioteca Facultății de Filosofie și Litere din București, unde era și student. Va renunța la acest post pe 29 noiembrie 1920, pentru ca pe 1 decembrie 1920 să se angajeze pe postul de copist paleograf la Direcția Generală a Arhivelor Statului. Argumenta în demisie că îndatoririle de student din anul al III-lea sunt mai mari, iar acest lucru îl împiedică să-și desfășoare activitatea de custode așa cum trebuie.
Din 4 martie 1921, George Călinescu devine din nou bibliotecar, dar de această dată la Biblioteca  Arhivelor. Deține acest post până pe 1 decembrie 1923.

### Modele. Ramiro Ortiz
Profesorii care i-au marcat studenția sunt Ramiro Ortiz, care preda limba și literatura italiană la Facultatea de Litere și Filozofie din București, și Vasile Pârvan, un alt spirit enciclopedic interbelic, de la Universitatea din București.
Între profesorul de italiană Ramiro Ortiz și student s-a născut o strânsă amiciție. Peste ani, studentul de odinioară a mărturisit, adesea, că datorită acestui fin intelectual și-a însușit o „educație literară” de excepție: „Cu el m-am deprins a scrie cărți, cu el am deprins meșteșugul informației literare și al construcției critice pe substrat istoric, de la el știu tot ce știu”. Sub îndrumarea lui Ramiro Ortiz a început să traducă din limba italiană. În timpul studenției a tradus romanul lui Giovanni Papini, Un om sfârșit, și o nuvelă din romanul lui Giovanni Boccacio, Decameronul (1921). Tot la îndemnul profesorului Ortiz își începe colaborarea la revista Roma, primul număr al cărei a apărut în ianuarie 1921, și călătorește cu colegii de facultate în Italia în 1921. Prima lui carte va fi scrisă în limba italiană, Alcuni missionari catolici italiani nella Moldavia nei secoli XVII e XVIII a apărut în 1925 și tratează propaganda Vaticanului în Moldova ca un soi de modalitate de a contracara Reforma luterană. Studentul a publicat 68 de documente diferite descoperite în urma documentării în Arhiva Vaticanului.
Evident o influență indirectă au avut-o studiile critice ale lui Titu Maiorescu și, de ce nu, cele ale lui Garabet Ibrăileanu, de care se va apropia mai apoi în deceniul următor.

### Modele. Vasile Pârvan
Dacă în București, alături de profesorul Ortiz, a avut revelația vocației sale creatoare, în capitala Italiei, atenția lui G. Călinescu s-a focalizat asupra lui Vasile Pârvan, directorul Școlii Române, actualmente Accademia di Romania. Pârvan a reprezentat cel de-al treilea pilon în formarea adevăratei personalități a lui Călinescu, după Titu Maiorescu și Ramiro Ortiz. Tînărul a fost deopotrivă captivat de erudiția și puterea de muncă, dar și de concepția despre existență a savantului.
Spre acest „părinte” spiritual Călinescu s-a întors întotdeauna, ori de câte ori greutățile vieții păreau să-l îngenuncheze. El a observat că Pârvan avea o înzestrare intelectuală obișnuită, dar în ciuda „normalității” ei, mintea îi era „exercitată în toate potențele” sale, munca pentru el semnifica „asceza”, iar truda constantă pentru atingerea unui ideal se transformă într-o filozofie existențială. Viața este pieritoare, dar omul poate înfrânge moartea și uitarea prin creație, iar cel ce urmărește atingerea unui anume țel în vremelnica-i existență pământeană trebuie luat ca îndemn și simbol de suflet ardent: „... dacă nu fiecare este în stare să devină un Pârvan, fiecare vede în el o pildă, adică o formă la care ar putea ajunge dacă ar voi să facă aceleași renunțări”.

### Redescoperirea literaturii române
În 1926 se mută cu chirie într-o casă din București, obține o detașare la Liceul Gh. Șincai și citește pentru prima oară la cenaclul lui Eugen Lovinescu, Sburătorul. În 1929, se căsătorește cu Alice Vera, fiica unor mici proprietari bucureșteni. Episodul foarte amuzant al primei întâlniri a celor doi viitori soți este descris cu lux de amănunte în romanul Cartea nunții.
Editează, de asemenea, revistele Sinteza  în 1927, în colaborare cu alți scriitori, și două numere din revista sa personală Capricorn în 1930. Aventura de a avea propria sa revistă se încheie cu un eșec financiar, dar în paginile acestor reviste descoperă rețeta criticii aplicate literaturii române. Cele două reviste constituie astfel un soi de poligon de încercări. Dar poate cea mai fertilă experiență e cea de cronicar la revista Viața românească, începând cu 1931, revista fiind coordonată de criticul Garabet Ibrăileanu. Din 1931 devine profesor definitiv de literatură română. În 1933 va inaugura în Adevărul literar și artistic rubrica celebră Cronica mizantropului, care va da titlul unei cărți de eseuri.

### Doctoratul în literatură
Devine în 1936 doctor în filozofie și litere la Universitatea din Iași cu o teză intitulată Analiza literară a unui manuscris eminescian (Avatarii faraonului Tlà), o nuvelă postumă a lui Mihai Eminescu, descoperită și pusă în valoare pentru prima dată de el. De fapt își extrăsese un capitol de 100 de pagini din propriul său volum, Opera lui Mihai Eminescu, pe care îl dactilografiase în cinci exemplare și îl trimisese membrilor comisiei de examinare, formată din Orest Tafrali, decanul Facultății de litere și filozofie, Octav Botez, referent, Iorgu Iordan, coreferent, Mihai Ralea și I. M. Marinescu. Își susține teza de doctorat în 23 noiembrie 1936. Apoi va fi numit conferențiar de Estetică și critică literară la Facultatea de Filozofie și Litere a Universității din Iași, după ce trece cu nota maximă, 20, concursul pentru postul respectiv. Din 1945 se transferă la Universitatea din București.

### Colaborări la revistele literare
În 1926 debutează cu versuri în Universul literar, din 1927 colaborează la Viața literară și Gândirea, cu care va ajunge să polemizeze în paginile revistei proprii, Capricorn. În perioada 1933 și 1934 a făcut parte din comitetul de conducere al revistei Viața românească, revista înființată, la Iași, in 1906. La București colaborează cu prestigioasa Revistă a Fundațiilor Regale, condusă de Alexandru Rosetti și de Camil Petrescu, până în 1947, anul abdicării regelui și al desființării revistei. Fondează la Iași Jurnalul literar în 1939. A condus revistele Jurnalul literar și Lumea și ziarele Tribuna poporului și Națiunea. După 1947 publică în revistele Gazeta literară (devenită mai apoi România literară) și Contemporanul. A mai colaborat la revistele Roma și Sburătorul.

## Activitatea de cercetare academică. Criticul literar. Scriitorul
A fost profesor universitar la Facultatea de Litere din Iași și la Facultatea de Litere și Filozofie din București, în două etape. Devine conferențiar al Facultății de Litere al Universității din Iași în 1937, la un an după moartea predecesorului său, Garabet Ibrăileanu, unde predă cursuri de literatură și de estetică. În 1944 devine profesor titular la Universitatea din Iași și un an mai târziu, din 1945, devine profesor titular și la Facultatea de Litere a Universității din București. După 1947 aceasta din urmă și-a schimbat numele în Facultatea de Filologie. Va fi totuși scos de la catedră în ciuda faptului că în perioada interbelică s-a manifestat drept un intelectual democrat, cu idei de stânga, iar în anii '50 devine director al Institutului de Teorie literară și Folclor, care după moarte îi va purta de altfel numele. Va coordona revista Institutului, Studii și cercetări de istorie literară și folclor (1952-1965). Va fi rechemat ca profesor la Facultatea de Litere din București abia în 1961. Din epocă datează mai multe studii ale sale, preocupările sale vizează teme foarte diverse, estetica basmului, literatura spaniolă etc.

### Activitatea de critic literar
Este autorul unor studii fundamentale despre scriitori români (Viața lui Mihai Eminescu, Opera lui Mihai Eminescu, Viața lui Ion Creangă ș.a.). Publică, după 1945, studii și eseuri privind literatura universală (Impresii asupra literaturii spaniole, Scriitori străini). Studiul Estetica basmului completează spectrul de preocupări ale criticului și istoricului literar, fiind interesat de folclorul românesc și de poetica basmului.
În 1940-1941 a scris si in 1941 a publicat monumentala sa lucrare de sinteza a literaturii romane - Istoria literaturii române de la origini și până astăzi - de circa 1000 pagini în quarto, care a devenit în deceniile urmatoare o lucrare de referință, avand un mare rasunet în lumea literară. Ulterior ea a fost reeditată, cu revizii și completări în ultimul deceniu al regimului comunist, în 1982. Ea a fost urmată în 1945 de un Compendiu al Istoriei literaturii române, lucrare de sine stătătoare.
A publicat monografii, în volume separate, consacrate lui Mihai Eminescu, Ion Creangă, Nicolae Filimon, Grigore Alexandrescu (1932-1962), biografii romanțate, numeroase alte studii, eseuri, a ținut numeroase conferințe, academice sau radiofonice, a scris mii de cronici literare în zeci de reviste din perioada antebelică, interbelică și după aceea, până în anul morții, în 1965.

### Romancierul, poetul și dramaturgul
Scrie romane de tip balzacian (cu intenție polemică evidentă), obiective, la persoana a treia, denumite dorice, în terminologia lui Nicolae Manolescu din studiul asupra romanului românesc, Arca lui Noe, începând de obicei cu descrierea decorului caselor, unde are loc acțiunea romanului. Enigma Otiliei, narează povestea de dragoste nefericită dintre Felix și Otilia, Cartea nunții este un roman despre căsătorie, Bietul Ioanide și Scrinul negru au în centru figura unor intelectuali (arhitectul Ioanide în Bietul Ioanide și apoi și în Scrinul negru), iar acțiunea lor are loc în perioada interbelică și imediat după aceasta, în epoca Republicii Populare Române. Ca fapt divers, titlul romanului Scrinul negru provine de la un obiect de mobilier real, un scrin de culoare neagră, pe care l-a cumpărat dintr-un talcioc și în care a descoperit arhiva unei familii. A mai scris versuri, Lauda lucrurilor; teatru, Șun, mit mongol; note de călătorie; publicistică, iar Cronicile mizantropului au devenit brusc, după 1947, Cronicile optimistului.

### Activitatea civică și politică după 1947
Intelectual cu idei mai curând de stânga, dar care în timpul dictaturii regelui Carol al II-lea publica în Revista Fundațiilor Regale ode ditirambice la adresa monarhului, George Călinescu a aderat, încă de la sfârșitul lui 1944, la noua ideologie. El a fost directorul a trei dintre cele mai incisive publicații procomuniste din primii ani postbelici- "Tribuna Poporului", "Națiunea" și "Lumea". 
George Călinescu a fost deputat în Marea Adunare Națională în legislaturile din perioada 1946-1965.
A făcut mai multe călătorii de documentare în Uniunea Sovietică, (la Kiev, Moscova, Leningrad 1949) și în China comunistă (Am fost în China nouă, 1953), publicându-și impresiile de călătorie în aceste două volume.
Perioada aceasta poate fi subdivizată în trei etape:
1. Perioada anilor 1948-1953, când criticul, deși raliat noului regim, este îndepărtat de la catedră, dar numit director la Institutul de Teorie Literară și Folclor, creat special pentru el, devenit după 1965 Institutul de Istorie și teorie literară-George Călinescu. Devine membru al Academiei Republicii Populare Române în 1948.
2. Perioada 1953-1956, anii destalinizării hrușcioviene, în care însă România lui Gheorghiu-Dej nu se grăbește să urmeze exemplul Moscovei.
Aceste evenimente politice îl găsesc pe Călinescu în faza încercării de creație a unor opere în stilul epocii, dar limbajul trădează imposibilitatea unei adaptări totale la stereotipiile din limba de lemn.
În anul 1953 îi apare romanul Bietul Ioanide iar începând cu 1956 revine în publicistică printr-o rubrică permanentă (Cronica optimistului) ținută în săptămânalul cultural Contemporanul. 
3. Începând cu anii 1955-1956 și până la moarte (12 martie 1965) se va bucura de aprecieri exclusiv pozitive pentru angajarea sa civică și activitatea de intelectual democrat din perioada interbelică. Își poate retipări aproape întreaga operă, cu excepția Istoriei sale monumentale, care este republicată în anii 80 de asistentul său, devenit între timp profesor, Alexandru Piru. Este înconjurat de onoruri, e premiat și omagiat.

### Ultimii ani de viață
În noiembrie 1964, este internat cu diagnosticul ciroză hepatică la Sanatoriul Otopeni. La 12 martie 1965, la adăpostul nopții, pleacă în lumea umbrelor, lăsând „o operă fundamentală pentru cultura poporului român” (potrivit epitafului literar semnat de Geo Bogza).

### Posteritatea lui Călinescu după 1990
După 1989 activitatea sa publicistică postbelică este pusă sub semnul întrebării, Călinescu fiind acuzat de colaboraționism de către anumiți autori, inclusiv unul dintre foștii săi asistenți, Adrian Marino (fost colaborator al Securității comuniste). Aceștia încep un veritabil proces de presă despre George Călinescu, o controversată reevaluare a operei și vieții sale.

### Afilieri
A fost liderul unui partid de buzunar, Partidul Național Popular, care prin fuziuni succesive a intrat în Partidul Comunist. Inițial această funcție i-a fost propusă lui Lucian Blaga de Ana Pauker și Gheorghe Gheorghiu Dej, dar pentru că acesta a refuzat a fost îndepărtat de la catedra de filosofie a Universității din Cluj și numit bibliotecar la B.C.U. filiala Cluj. 
În 1946 a fost ales deputat în Parlamentul României, în circumscripția Botoșani, și a fost reales în toate legislaturile, până la moartea sa. Aflat în spital, la sfârșitul lunii ianuarie 1965 a primit delegația circumscripției electorale Răcari. Alegătorii îl propuneau candidat în Marea Adunare Națională. Călinescu s-a înscris formal în Partidul Muncitoresc Român în 1962.

## Distincții
- Medalia „A cincea aniversare a Republicii Populare Române” (24 decembrie 1952) „pentru lupta și munca duse în vederea făuririi, consolidării și prosperării Republicii Populare Române”[20]
- Ordinul Muncii clasa I (14 septembrie 1953)[21]
- Ordinul „Steaua Republicii Populare Romîne” clasa a II-a (19 iunie 1959) „cu prilejul împlinirii a 60 de ani de la naștere, pentru merite deosebite în activitatea literară și științifică”[22]

## Opera lui George Călinescu

### Studii scrise în alte limbi
- Alcuni missionari cattolici italiani nella Moldavia nei secoli XVII e XVIII (1925)

### Studii de estetică și literatură universală
- Principii de estetică (1939)
- Impresii asupra literaturii spaniole (1946)
- Sensul clasicismului (1946)
- Studii și conferințe (1956)
- Scriitori străini (1967)
- Ulysse (1967)

### Poezie
- Poezii (1937)
- Lauda lucrurilor (1963)
- Lauda zăpezii (1965)

### Teatru
- Șun, mit mongol sau Calea netulburată (1943)[23]
- Ludovic al XIX-lea (1964)
- Teatru (1965)

### Proză
- Cartea nunții (1933)
- Enigma Otiliei (1938) (inițial Părinții Otiliei)
- Trei nuvele (1949)
- Bietul Ioanide (1953)
- Scrinul negru (1965)

### Istorie și critică literară
- Viața lui Mihai Eminescu (1932)
- Opera lui Mihai Eminescu (1934)
- Viața lui Ion Creangă (1938)
- Istoria literaturii române de la origini până în prezent (1941)
- Istoria literaturii române. Compendiu (1945)
- Universul poeziei (1947)
- Nicolae Filimon (1955)
- Gr. M. Alecsandrescu (1955)
- Ion Creangă (Viața și opera) (1964)
- Vasile Alecsandri (1965)

### Publicistică
- Cronicile optimistului (1964)
- Ulysse (1967)

### Impresii de călătorie
- Kiev, Moscova, Leningrad, 1949
- Am fost în China nouă, 1953

### În alte limbi
- A fekete komód (Scrinul negru), traducere în limba maghiară de Réz Pál, Európa Könyvkiadó, Budapest, 1963.[24]
- Ottilia titka (Enigma Otiliei), traducere în limba maghiară de Lőrinczi László, Irodalmi Könyvkiadó, Bukarest, 1964.[25]
- Ottilia titka (Enigma Otiliei), traducere în limba maghiară de Lőrinczi László, Magvető Könyvkiadó, Budapest, 1964.[26]